# Coelospermum fragrans
Coelospermum fragrans är en måreväxtart som först beskrevs av Xavier Montrouzier, och fick sitt nu gällande namn av Henri Ernest Baillon och André Guillaumin. Coelospermum fragrans ingår i släktet Coelospermum och familjen måreväxter. Inga underarter finns listade i Catalogue of Life.